# Lymphocyte Th17
Un lymphocyte Th17 - en anglais : T helper 17 cell - est un type de lymphocyte T auxiliaire (Th) caractérisé par la production d'interleukine 17 et la présence comme facteur  de transcription principal RAR-related orphan receptor gamma .

## Activité
Il a été montré que des lymphocytes T CD4+ pouvaient se différencier en lymphocytes Th17 sous l'influence des facteurs tels que TGF-β, l'IL-6, l'IL-21 et de l'IL-23. Les cellules Th17 ont d'abord été découvertes chez la souris comme étant une sous-population de cellules CD3+ sécrétant de l'IL-17 avec un rôle dans la lutte contre les bactéries extracellulaires, les infections fongiques ou encore les phénomènes auto-immuns.
Le lymphocyte Th17 serait un élément important dans l’inflammation locale, agissant grâce à plusieurs cytokines pro-inflammatoires telles que les interleukines 17, 21, 22 qu’il sécrète. Le lymphocyte Th17 concourt également au chimiotactisme et au recrutement des polynucléaires neutrophiles. De ce fait, il est impliqué dans les processus inflammatoires chroniques, les maladies auto-immunes (polyarthrite rhumatoïde, lupus érythémateux disséminé), le cancer, l’allergie et le rejet de greffes allogéniques.
Son étude est fondamentale : un grand nombre de pathologies étaient jusqu'ici associées à des dysfonctionnements de la réponse immune au niveau des lymphocytes Th1, mais il a été montré que les cellules Th17 en étaient les réels éléments-clés.

### Rôle dans les phénomènes auto-immuns
Les cellules Th17 seraient impliquées dans les maladies auto-immunes comme l'arthite rhumatoïde, les maladies inflammatoires chroniques de l'intestin, la sclérose en plaques, ou encore le psoriasis,.

### Rôle supposé dans le cancer
Des études ont suggéré une possible implication des cellules Th17, du fait de leur rôle en contexte inflammatoire, dans les micro-environnements tumoraux. Si cette idée reste toujours en suspens et sujette à de nombreux débats chez les immunologistes, certaines études prouvent qu'il existerait vraisemblablement des lymphocytes Th17 spécifiques d'antigènes tumoraux, à possible phénotype Th1, dans certaines formes de cancer. En effet, le rôle discuté des lymphocytes Th17 dans le cancer pourrait suggérer une complexité supplémentaire dans la mesure où il existerait une forte plasticité des cellules avec la possibilité pour une cellule Th17 d'avoir un phénotype sécrétoire de type Th1 ou même de se convertir en cellule Th1 (ou bien l'inverse).

## Possibles voies d'activation
La découverte récente du lymphocyte Th17 (moins de dix ans) explique un certain nombre de désaccords entre les chercheurs sur le sujet. Toutefois, il semblerait que l'IL-6 (puissant inducteur de différenciation) et l’IL-21, se fixent à leurs récepteurs respectifs afin d'activer le signal STAT3. Ce signal activera en aval divers facteurs de transcription tels que RORγt (Retinoid-related Orphan Receptor gamma t) et RORα. L’activation de ces facteurs favorise l’expression de l’IL-17, l’IL-21 et l’IL-22.
Par ailleurs, STAT3 est essentiel pour la différenciation des cellules Th17, impliqués notamment dans certaines maladies auto-immunes.

## Interleukine 17
On distingue actuellement deux types d'IL-17 : 
- IL-17A : principalement produite par les cellules Th17, les CPA ainsi que les cellules épithéliales. Elle est notamment impliquée dans la défense contre certaines infections bactériennes et fongiques, elle participe à la stimulation et au recrutement des polynucléaires neutrophiles (immunité innée), stimule la production de peptides antimicrobiens et de cytokines pro-inflammatoires par les PMN. Outre ce rôle dans l'immunité innée, elle stimulerait également la réponse immune à médiation humorale en permettant l'augmentation de la production de certains types d'immunoglobulines.

L'IL-17A serait impliquée dans la physiopathologie de maladies auto-immunes telles que la SEP, l’arthrite rhumatoïde, ou encore la maladie de Crohn (Iwakura et al., 2008).
- IL-17F : également produites par les cellules Th17, CPA, cellules épithéliales ; elles stimulent la production de divers peptides antimicrobiens et de cytokines pro-inflammatoires (Iwakura et al., 2008).